# Escola de Regentes Agrícolas de Santarém
A Escola de Regentes Agrícolas de Santarém (1931-1981) foi um estabelecimento público de ensino médio agrícola com sede nos arredores da cidade de Santarém, criada pelo Decreto n.º 19 908, de 19 de Junho de 1931 pela transformação da anterior Escola Prática Elementar de Agricultura e Frutuária de Santarém, fundada em 18 de Julho de 1888. Depois de atravessar diversas reformas, em 1981 foi transformada em Escola Superior Agrária de Santarém (ESAS) e posteriormente integrada no Instituto Politécnico de Santarém.